# سيركت بايثون
سيركت بايثون (بالإنجليزية: CircuitPython)‏  انشقاق مفتوح المصدر لمايكروبايثون يستهدف الطلاب والمبتدئين، تطوره صناعة أدافرويت، وهو تنفيذ للغة البرمجة بايثون 3. سيركويت بايثون مكتوبة بسي . ويهدف إلى تسهيل العمل على العديد من وحدات التحكم الدقيقة الحديثة.